# Léo Pouget
Léon Eugène Pouget-Maisonneuve dit Léo Pouget, né le 12 décembre 1875 à Odessa (Ukraine, Empire russe) et mort le 21 janvier 1930 dans le 9e arrondissement de Paris, est un compositeur et un chef d'orchestre français.
Connu aussi sous les noms de Léon Causse et de Léon Pouget-Maisonneuve, il était le frère de l'artiste lyrique et dramatique Augusta Pouget.

## Biographie
A 16 ans, Léo Pouget arrive à Paris. Il est alors l'élève de Charles-Marie Widor au conservatoire.
En 1921, il est chargé d'une mission artistique au Chili et au Pérou, par le gouvernement.
Léo Pouget fut directeur du théâtre Marigny dont il fut également le chef d'orchestre.
Mort à son domicile parisien de la rue La Bruyère à l'âge de 54 ans, Léo Pouget était membre du Conseil d'Administration de la Société des Auteurs, Compositeurs et Editeurs de Musique. À ce titre, il était syndicalement engagé dans la défense des droits des auteurs,.
C'est le compositeur Henri Hirschmann qui prononcera son éloge funèbre lors de ses obsèques au cimetière de Saint-Ouen. Réinhumé à Courbevoie aux côtés de ses parents dans le caveau de famille Pouget-Maisonneuve, sa tombe est toujours visible au cimetière des Fauvelles (26e division).

## Œuvres
Musique de chanson
- 1903 : Aveu, paroles de Maurice de Marsan
- 1903 : Auprès du feu, paroles de Maurice de Marsan
- 1906 : La Fleur de pêcher, chanson chinoise d'Adolphe Thalasso
- 1907 : Ballade pour Ninette, paroles d'Émile Bessière
- 1915 : Printemps 1915, paroles du colonel Godchot
- 1915 : Et vous ne verrez pas nos larmes, paroles de Cora Laparcerie
- 1915 : La Permission, paroles de Jacques-Charles

Musique de danse
- 1903 : La Valse des chapeaux, valse pour piano
- 1903 : Valse heureuse, valse pour piano
- 1904 : En route pour la chasse, mazurka pour piano
- 1905 : La Valse des échecs, valse pour piano
- 1909 : La P'tite Parigotte, marche pour piano

Musique de scène
- 1900 : Terpsichore, ballet en 4 actes et 8 tableaux d'Adolphe Thalasso réglé par Mariquita, au Palais de la Danse à l'Exposition universelle (25 mai)
- 1905 : Collabo, opérette en un acte de Xavier Roux, au théâtre des Mathurins (5 novembre)
- 1906 : Le Voyage de Madame la Présidente, ballet-fantaisie en 1 acte et 7 tableaux de Fernand Bessier, au Casino de Paris (21 janvier)
- 1907 : Giska la Bohémienne, pantomime d'Edmond Le Roy, au théâtre Marigny (septembre)
- 1908 : Au pays des cigales, ballet en un acte de François Ambrosiny, au théâtre de la Monnaie à Bruxelles (6 janvier)
- 1908 : Le Postiche, opérette en un acte d'André Pradels et Charles Samson, au théâtre des Capucines (24 février)
- 1908 : Fumées d'opium, ballet-pantomime en 4 tableaux d'Auguste Germain et Robert Trébor, au Casino de Paris (26 février)
- 1909 : Miss Cravache, opérette en 3 actes de Georges Maurens et Charles Samson, au Variétés-Casino de Marseille (5 novembre)
- 1911 : La Carmela, ballet-mimodrame en un acte avec chœurs d'Edmond Le Roy, au théâtre Marigny (31 août)
- 1919 : American girl, opérette en 3 actes de Paul Bonhomme et Marius Combes, au théâtre de l'Empire (8 mars). Reprise au même théâtre le 30 mai de la même année.
- 1919 : Le Marché d'amour, opérette en 3 actes de Yoris d'Hansewick et Pierre de Watyne, au théâtre des Variétés (23 août). Reprise à l'Apollo le 11 septembre 1922.
- 1925 : Spartagas, opérette en 3 actes de Rip, Paul Briquet et Yoris d'Hansewick, au cabaret de La Pie qui chante (14 février)
- 1925 : Maurin des Maures, opérette en 3 actes et 3 tableaux de René Bussy d'après le roman de Jean Aicard, au théâtre des Folies-Dramatiques (10 novembre)
- 1926 : Les Rendez-vous clandestins, opérette en 3 actes de Michel Carré et Yoris d'Hansewick, au cabaret de La Pie qui chante (30 mars)

- Salomé
- Les Linottes

Musique de film
- 1927 : La Passion de Jeanne d'Arc de Carl Dreyer[11], auteur de la musique avec Victor Alix
- 1928 : Shéhérazade d'Alexandre Volkoff[12], auteur de la musique avec Victor Alix

## Distinctions
- Officier d'Académie
- Officier de l'Instruction publique (arrêté du 27 février 1908)